# 松仔園
松仔園（Tsung Tsai Yuen）位於香港新界大埔區，鄰近大埔公路的大埔滘段十四咪半，又稱猛鬼橋。香港政府於1920年代在這裡進行植樹，主要為馬尾松，所以稱為松仔園。

## 得名猛鬼橋的原因
傳聞有班童子軍，在上址露營，忽然遇洪水，卻被洪水沖去，
由于尋不獲這班童子軍，
加上附近中文大學，
睌上聽到上述有人步操，
懷疑是鬼魂，
因此稱猛鬼橋，
可是，直至現時仍未能確定猛鬼橋的得名原因。但據香港大公報1949年6月7日第4版的一宗交通事故所載，當時該處已被稱為猛鬼橋。

## 大埔滘山洪暴發事件

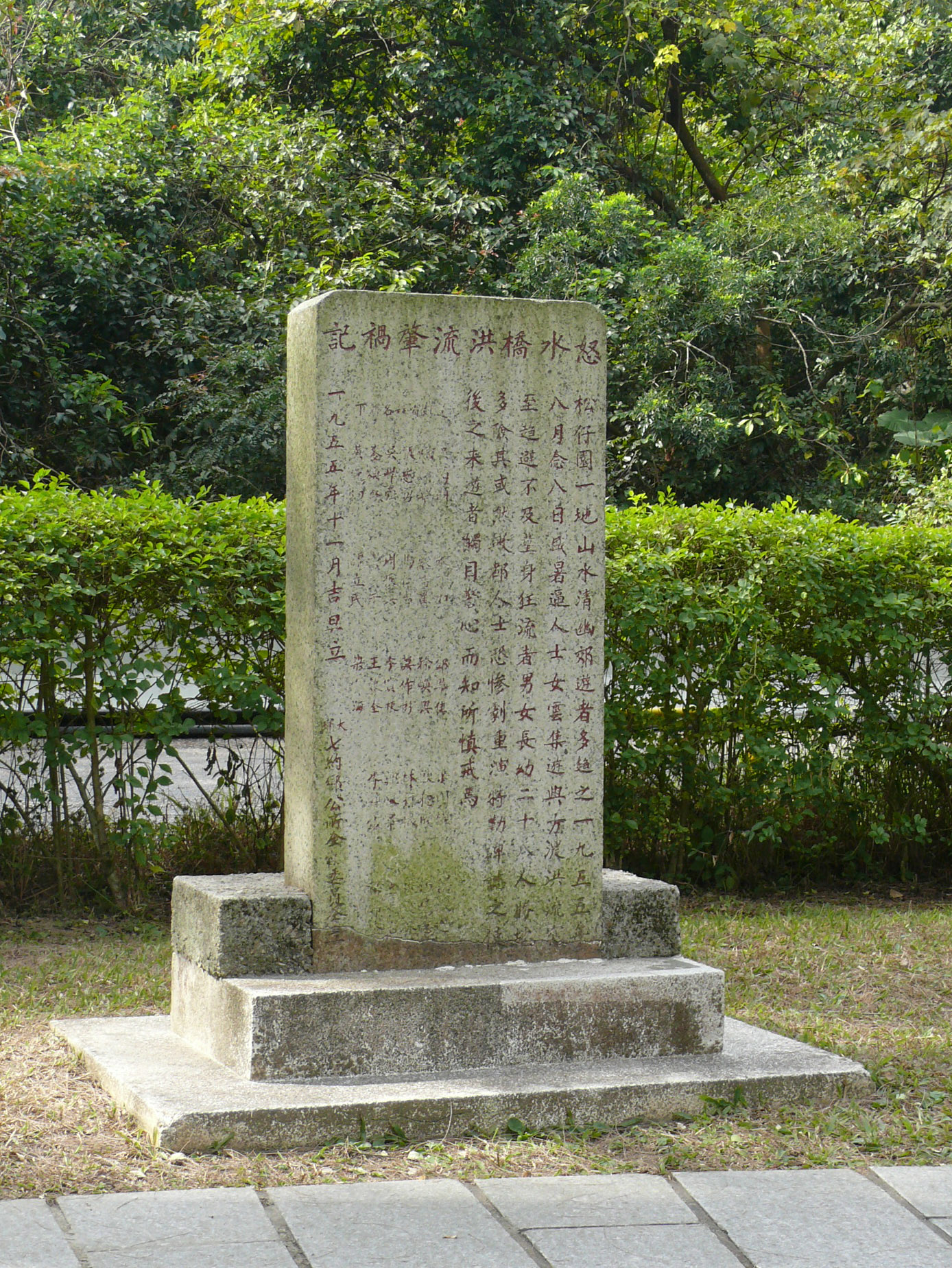
松仔園的石碑。

松仔園鄰近九廣鐵路大埔滘站及大埔公路 ，交通方便，而且兩邊山峰綠樹成蔭，中央連綿數公里長的河溪水澗，當年闊約15米，可供行山漫步、野餐、游泳等活動，成為郊遊的熱門地點。
在1955年8月28日的下午約1時30分，一群師生正在溪澗旁午膳，突然下雨，他們走到橋樑的底部避雨，誰知山洪突至，大部分人走避不及，被洪水沖走，遇難者經過大水渠（現為滌濤山）再被沖出大海。事後點算，一共28人罹難，死者中約20人是在聖雅各學校就讀。事後大埔七約鄉公所立《怒水橋洪流肇禍記》石碑以誌此慘劇。

## 現況
松仔園的風光仍然吸引觀光客，它現在是「大埔滘自然護理區」的一部分。事後，香港政府在溪澗上游建造水壩蓄水，降低山洪的洪峰強度。原有的「猛鬼橋」經多次改建道路工程，已不存在，由近年新建的鋼筋混凝土汽車大橋取代。那塊《怒水橋洪流肇禍記》被遷移至「松仔園」的「大埔滘自然護理區」之入口附近的大埔滘花園的草坪上。發現28具屍體的下游地點，現時已建築了滌濤山私人住宅群落。